# Filarca
A l'antiga Grècia, el filarca (grec antic: φύλαρχος, plural φύλαρχοι; llatí: phylarchus, phylarchi) era el nom que rebia el cap o prefecte d'una tribu (φύλη) dins un estat o ciutat que conservava l'associació tribal.
Els jonis tenien una sola divisió tribal, i els doris en tenien tres. Segons Heròdot, a Atenes hi havia deu filarques, un per cada tribu, i anteriorment, quan només hi havia quatre tribus, eren quatre filarques. Una de les seves funcions era la direcció de la cavalleria, i estaven sota el comandament de dos hiparcs, igual que els taxiarques, que manaven la infanteria i estaven subjectes a dos estrategs. Segons Èfor, els filarques eren elegits pels arconts col·lectivament, dins de cada tribu.
Aquesta institució es va mantenir durant molt de temps i exercien també funcions civils. Per exemple, en el cas de la ciutat d'Epidamne, una colònia de Corcira que era una ciutat dels doris, estava poblada per tres tribus dòriques, i tenia un govern oligàrquic. Els caps del govern eren els filarques de les tres tribus, i quan es va fer una revolució i es va passar a un govern democràtic els filarques van ser substituïts per una bulé. No se sap quants filarques hi havia, però probablement més d'un per cada tribu.